# Vlag van Kortenaken
De vlag van Kortenaken werd door de gemeenteraad op 4 februari 1988 officieel vastgesteld als de gemeentelijke vlag van de Vlaams-Brabantse gemeente Kortenaken. Op 14 juni 1988 werd hij door het Bestuur van Vlaanderen bevestigd en uiteindelijk gepubliceerd op 16 september 1988 in het officiële Belgisch Staatsblad.
Officieel wordt de vlag beschreven als:
Vijf banen van blauw, van geel, van rood, van geel en van blauw, hoogteverhouding 1 : 1 : 2 : 1 : 1
De vijf banen staan voor de vijf onderdelen van de gemeente, waarbij de middelste rode baan, twee keer groter dan de andere, staat voor de dubbele gemeente Kersbeek-Miskom.

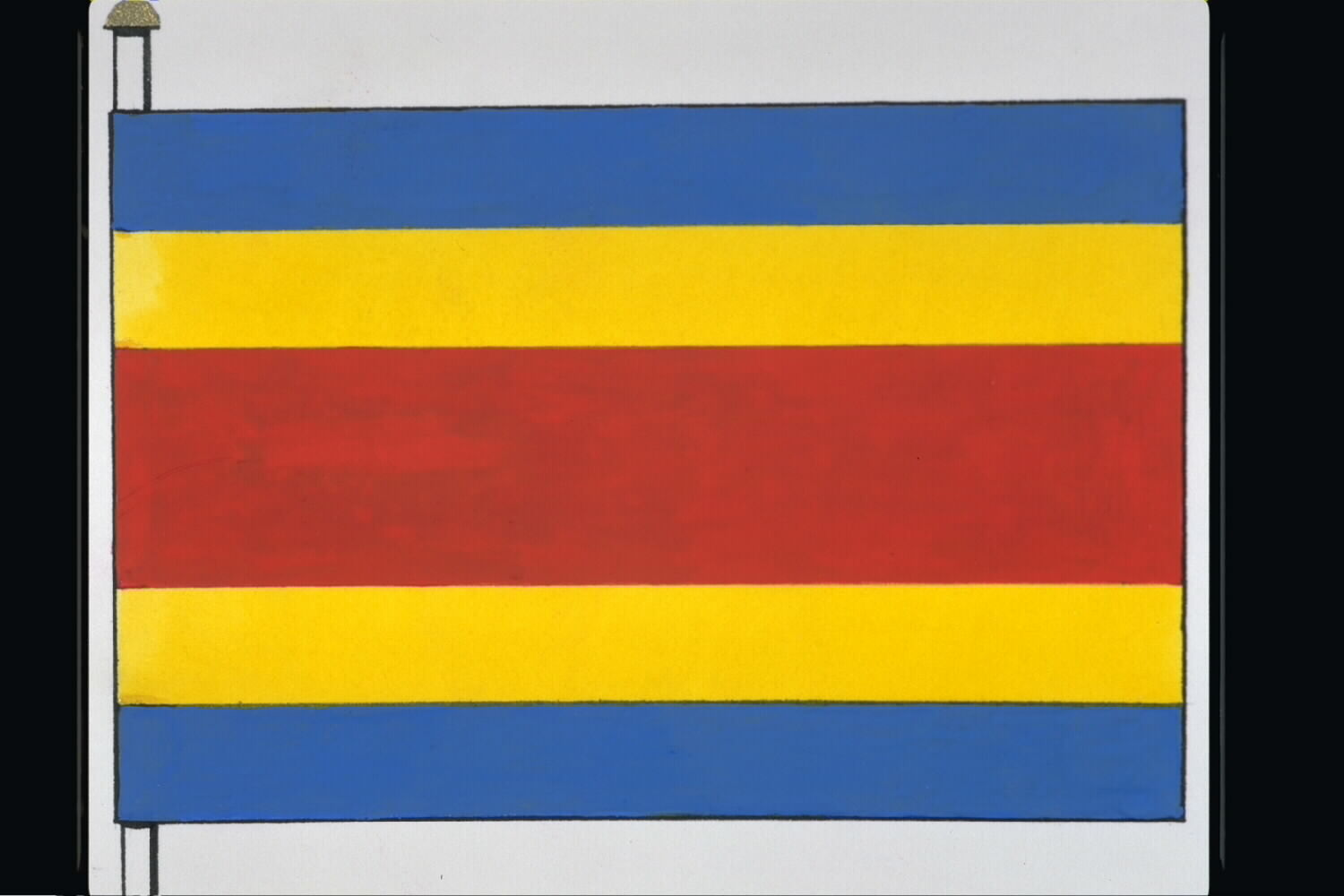
Officiële tekening van de vlag